# Championnat de La Réunion de football 1957
Le Championnat de La Réunion de football 1957 était la 8e édition de la compétition qui fut remportée par la JS Saint-Pierroise.

## Classement
Il nous manque les résultats des matchs : SS Jeanne d'Arc – SS Charles de Foucauld, SS Juniors Dionysiens – SS Patiote et SS Indépendante – SS Juniors Dionysiens.
| Rang | Équipe                 | Pts | J  | G  | N | P  | Bp | Bc | Diff |
| ---- | ---------------------- | --- | -- | -- | - | -- | -- | -- | ---- |
| 1    | JS Saint-Pierroise (T) | 25  | 16 | 11 | 3 | 2  | 65 | 24 | +41  |
| 2    | Bourbon C (C)          | 22  | 16 | 10 | 4 | 4  | 49 | 38 | +11  |
| 3    | SS Charles de Foucauld | 21  | 15 | 9  | 3 | 3  | 40 | 21 | +19  |
| 4    | SS Jeanne d'Arc        | 17  | 15 | 8  | 1 | 6  | 41 | 34 | +7   |
| 5    | SS Saint-Louisienne    | 17  | 16 | 5  | 7 | 4  | 37 | 39 | -2   |
| 6    | SS Patriote            | 14  | 15 | 6  | 2 | 7  | 32 | 33 | -1   |
| 7    | SS Juniors Dionysiens  | 10  | 14 | 4  | 2 | 8  | 32 | 47 | -15  |
| 8    | SS Indépendente        | 7   | 15 | 2  | 3 | 10 | 23 | 54 | -31  |
| 9    | SS Royal Star          | 5   | 16 | 2  | 1 | 13 | 24 | 53 | -29  |
| 10   | SS Saint-Pauloise (P)  |     |    |    |   |    |    |    |      |

|  | Relégation en 2e division |